# Andy Bird
Pour les articles homonymes, voir Bird.
Andy Bird (Andrew Peter Bird) est le président directeur général de Walt Disney International, entreprise chargée du développement de la Walt Disney Company.

## Biographie
Andy Bird est né, a grandi à Warrington, Angleterre. En 1985, il sort diplômé de l'université de Newcastle upon Tyne avec un Bachelor of Arts degree en langue anglaise et littérature.
Il commence sa carrière comme producteur de l'émission matinale de Piccadilly Radio à Manchester. Il déménage à Londres par la suite et travaille pour Virgin Broadcasting, filiale du groupe Virgin de Richard Branson, au sein de la chaîne Music Box et de la radio par satellite Radio Radio.
Il rejoint ensuite la chaîne The Power Station du groupe British Sky Broadcasting avant de rejoindre en 1994 Time Warner comme vice-président er directeur général de Turner Entertainment Networks Limited. En 2000, il est nommé président de TBS International, alors responsable des productions de Turner Broadcasting System à l'international (hors États-Unis).
En 2004, il obtient un poste similaire au sein de la Walt Disney Company, comme président de Walt Disney International. Il est chargé de la prise d'intérêts pour Disney en Inde dont Hungama TV et UTV Software Communications. Il réorganise et restructure aussi les filiales internationales de Disney.
Il est fait commandeur de l'ordre de l'Empire britannique le 16 juin 2012,.